# Magny-lès-Aubigny
Magny-lès-Aubigny és un municipi francès, situat al departament de la Costa d'Or i a la regió de Borgonya - Franc Comtat. L'any 2007 tenia 201 habitants.

## Demografia

### Població
El 2007 la població de fet de Magny-lès-Aubigny era de 201 persones. Hi havia 80 famílies, de les quals 20 eren unipersonals (4 homes vivint sols i 16 dones vivint soles), 28 parelles sense fills i 32 parelles amb fills.
La població ha evolucionat segons el següent gràfic:
Habitants censats

### Habitatges
El 2007 hi havia 93 habitatges, 81 eren l'habitatge principal de la família, 6 eren segones residències i 6 estaven desocupats. 92 eren cases i 1 era un apartament. Dels 81 habitatges principals, 73 estaven ocupats pels seus propietaris i 8 estaven llogats i ocupats pels llogaters; 2 tenien dues cambres, 4 en tenien tres, 27 en tenien quatre i 48 en tenien cinc o més. 68 habitatges disposaven pel capbaix d'una plaça de pàrquing. A 31 habitatges hi havia un automòbil i a 41 n'hi havia dos o més.

### Piràmide de població
La piràmide de població per edats i sexe el 2009 era:
| Homes | Edats   | Dones |
| ----- | ------- | ----- |
| 0     | 95 o +  | 0     |
| 0     | 90 a 94 | 0     |
| 0     | 85 a 89 | 4     |
| 0     | 80 a 84 | 4     |
| 4     | 75 a 79 | 4     |
| 4     | 70 a 74 | 8     |
| 4     | 65 a 69 | 8     |
| 4     | 60 a 64 | 0     |
| 4     | 55 a 59 | 0     |
| 4     | 50 a 54 | 4     |
| 20    | 45 a 49 | 8     |
| 0     | 40 a 44 | 4     |
| 8     | 35 a 39 | 8     |
| 12    | 30 a 34 | 8     |
| 0     | 25 a 29 | 12    |
| 4     | 20 a 24 | 0     |
| 4     | 15 a 19 | 0     |
| 0     | 10 a 14 | 4     |
| 0     | 5 a 9   | 4     |
| 24    | 0 a 4   | 12    |

## Economia
El 2007 la població en edat de treballar era de 127 persones, 98 eren actives i 29 eren inactives. De les 98 persones actives 93 estaven ocupades (51 homes i 42 dones) i 5 estaven aturades (3 homes i 2 dones). De les 29 persones inactives 12 estaven jubilades, 8 estaven estudiant i 9 estaven classificades com a «altres inactius».

### Ingressos
El 2009 a Magny-lès-Aubigny hi havia 81 unitats fiscals que integraven 195 persones, la mediana anual d'ingressos fiscals per persona era de 20.198 €.

### Activitats econòmiques
Dels 3 establiments que hi havia el 2007, 1 era d'una empresa de fabricació d'altres productes industrials i 2 d'empreses de construcció.
Dels 2 establiments de servei als particulars que hi havia el 2009, 1 era un guixaire pintor i 1 fusteria.
L'any 2000 a Magny-lès-Aubigny hi havia 7 explotacions agrícoles que ocupaven un total de 456 hectàrees.

## Poblacions més properes
El següent diagrama mostra les poblacions més properes.